# IMBEL GC
Pistola IMBEL serie GC (Grande Capacidade) e uma das linhas de pistolas semiautomática derivada de projeto de Colt 1911, fabricada pela empresa brasileira IMBEL. 
Projeto estritamente relacionado com atletas de Tiro, inicialmente concebida para atender necessidades de prática de esporte Tiro prático em que os atletas procuram uma arma de maior capacidade de munições.
Mantendo as excepcionais qualidades do Projeto Colt 1911, desenvolveu um modelo próprio em aço forjado usando armações para carregadores bifilares.

## Variantes e Modelos
Os modelos MD1 mais leves e com sistema de segurança interna do percussor são eficientes em defesa e uso policial.
Os modelos MD2, MD2A2 e MD3A2, com cano pesado e sem o sistema de segurança interna do percussor, são modelos desenvolvidos para o Tiro Prático (IPSC), os dois primeiros para a divisão Standard e o último para a divisão Modified.
- Pistolas .45 GC - IMBEL,[2] Calibre .45 ACP

- Pistolas 9 GC - IMBEL,[3] Calibre 9x19mm

- Pistolas .40 GC - IMBEL,[4] Calibre .40 S&W

- Pistolas .380 GC - IMBEL, Calibre .380 ACP

## Modelo comemorativo ou especiais
Modelo comemorativo: IMBEL tem lançado diversos modelos comemorativas de provas de IPSC, geralmente já preparos e ajustados em fabrica para provas de IPSC, nos modelos MD2A2 em calibre .40S&W.
Estes modelos são muitos cobiçados pelos atiradores ou colecionadoras.

## Desenvolvimento posteriores
Para atender novas tendências e exigências do mercado, especialmente de defesa ou uso policial, IMBEL desenvolveu modelos com Sistema ADC (Armador e Desarmador do Cão), dispositivo com pretensão de aumento de segurança por travar e destravar a arma sem necessidade de acionar o gatilho em momento algum, mesmo que parcialmente.
E vários novos modelos MD6 com armações em polímero, ou cano mais curto,  visando reduzir o peso e dimensão da pistola, melhorando assim a portabilidade, especialmente em situações de uso dissimulado.
Em LAAD 2011 a IMBEL comunicou oficialmente que seu novo foco é o mercado interno, tendo reestruturado seu sistema de produção de maneira que apenas um terço de sua linha de produção passa a se ocupar do atendimento a exportações para empresas como a Springfield Armoury. Com isso, busca atender às demandas de maior qualidade e disponibilidade do mercado nacional, nas vertentes militar, policial, de defesa e esportiva.
A Pistola 9 TC MD1 foi escolhida pelo Exército Brasileiro como sua nova pistola padrão, substituindo ao longo do tempo as muito utilizadas Taurus/Beretta modelo 92 e IMBEL M973.